# Więzadła głosowe

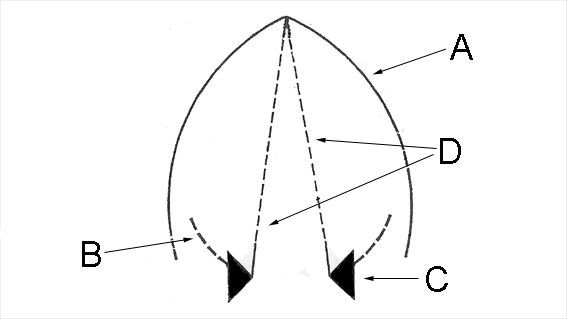
Schemat więzadeł głosowych (pozycja w czasie oddychania) A: chrząstka tarczowa, B: chrząstka pierścieniowa, C: chrząstki nalewkowe, D: więzadła głosowe

Więzadła głosowe (łac. ligamenta vocalia, l. poj. ligamentum vocale)  znajdują się w krtani i przytwierdzone są z jednej strony do wyrostków głosowych znajdujących się na parzystych chrząstkach nalewkowych, natomiast z drugiej do chrząstki tarczowatej. Są częścią fałdów głosowych.

## Budowa
Krtań ma budowę pudełka zbudowanego z mocnych chrząstek, do których przyrośnięta jest od środka błona sprężysta krtani, składająca się z dwóch części – górnej (błony czworokątnej) oraz dolnej (stożka sprężystego). Górne krawędzie stożka sprężystego tworzą więzadła głosowe. Przyśrodkowo od więzadeł głosowych znajdują się fałdy błony śluzowej – fałdy głosowe (plicae vocales). Mięsień pierścieniowo-tarczowy, mięśnie nalewkowe i głosowe poruszają chrząstkami, zamykając i otwierają szczelinę pomiędzy fałdami głosowymi, szparę głośni, która wraz z otaczającymi ją fałdami tworzy głośnię. 
W czasie oddechu więzadła głosowe są rozsunięte i pozwalają na swobodny przepływ powietrza przez krtań. Z podobną sytuacją mamy do czynienia w czasie artykulacji bezdźwięcznych elementów mowy. W czasie wydawania dźwięcznych elementów mowy więzadła głosowe na przemian zwierają się i rozwierają. Prąd powietrza pokonując opór fałdów głosowych wprawia je w ruch drgający, który odbieramy jako dźwięczność. Opisywane często w literaturze (najczęściej starszej) zbliżenie się więzadeł jako konieczny warunek powstania dźwięku jest w istocie złudzeniem optycznym. Obserwowana gołym okiem szczelina pomiędzy fałdami głosowymi jest spowodowana bezwładnością oka, które nie jest w stanie zaobserwować szybko następujących po sobie faz zamknięcia i otwarcia. Obserwacje specjalną kamerą do zdjęć w zwolnionym tempie pokazują, że więzadła zwierają się tak, że przez moment pozostają całkowicie zamknięte.
Od stopnia napięcia więzadeł zależy wysokość głosu. Liczba zwarć i rozwarć wiązadeł na sekundę zależy od ich długości, grubości i napięcia (a te od płci i wieku). Częstotliwość głosu męskiego waha się w granicach 125 Hz, głosu żeńskiego wokół 210 Hz, zaś głosu dziecka wynosi około 300 Hz. Właściwą koordynację czynności więzadeł głosowych poprawia impostacja głosu, tj. odpowiednie wyszkolenie i ustawienie głosu.
Powyższy opis pokazuje, że źródło ludzkiego głosu przypomina stroiki w harmonijce ustnej, a jeszcze bardziej – wargi napięte w ustniku trąbki.